# Октет (рачунарство)
У рачунарству, октет је прецизнији назив за секвенцу од 8 битова.
Октет, са изузетком наведеним у наставку, увек се односи на ентитет од тачно осам битова. Као такав, често се користи у ситуацијама када је термин бајт можда двосмислен. Стога стандарди који се односе на рачунарске мреже, као што је RFC, скоро искључиво користе октет.
У Француској и Румунији, октет се редовно користи уместо бајта, па се мегабајт (MB) назива мегаоктет (Mo).
ИП адреса се састоји од четири октета који се обично пишу као четири броја раздвојена тачкама.

## Изузетак
Група од 3 бита се такође понекад назива октет, с обзиром да може представљати осам могућих вредности које се могу представити једном окталном цифром. Овај метод се користи, на пример, за групу основних битова дозвола (читање, писање, извршавање) многих система датотека за платформе сличне Јуниксу.

## Порекло
Реч октет потиче од латинског и грчког бројчаног префикса окто што значи осам.